# 盤州駅
盤州駅（ばんしゅうえき）は、中華人民共和国貴州省六盤水市盤州市両河街道にある中国鉄路成都局集団公司の駅である。

## 歴史
2016年12月28日、滬昆旅客専用線の開通。